# Otto Graf Beissel von Gymnich
Otto Graf Beissel von Gymnich (* 18. April 1851 in Erfurt; † 19. April 1931 auf Schloss Frens) war ein rheinisch-preußischer Adeliger, Politiker, Beamter und Unternehmer.

## Leben
Graf Otto stammte aus dem Hause Beissel von Gymnich, einem der ältesten rheinländischen Adelsgeschlechter. Er wurde 1851 als zweiter Sohn von Friedrich Hubert Graf Beissel von Gymnich und dessen Frau Charlotte Freiin Groß von Trockau in Erfurt geboren. Neben dem Titel eines Grafen führte er auch den eines Königlich Preußischen Kammerherren und den militärischen Rang eines Rittmeisters.
Im Jahr 1877 heiratete Otto die Freiin Auguste von Künsberg-Mandel, mit der er in den folgen Jahren sieben Kinder hatte. Bekannt sind Otto, Klemens, Eugen sowie Franz Karl.

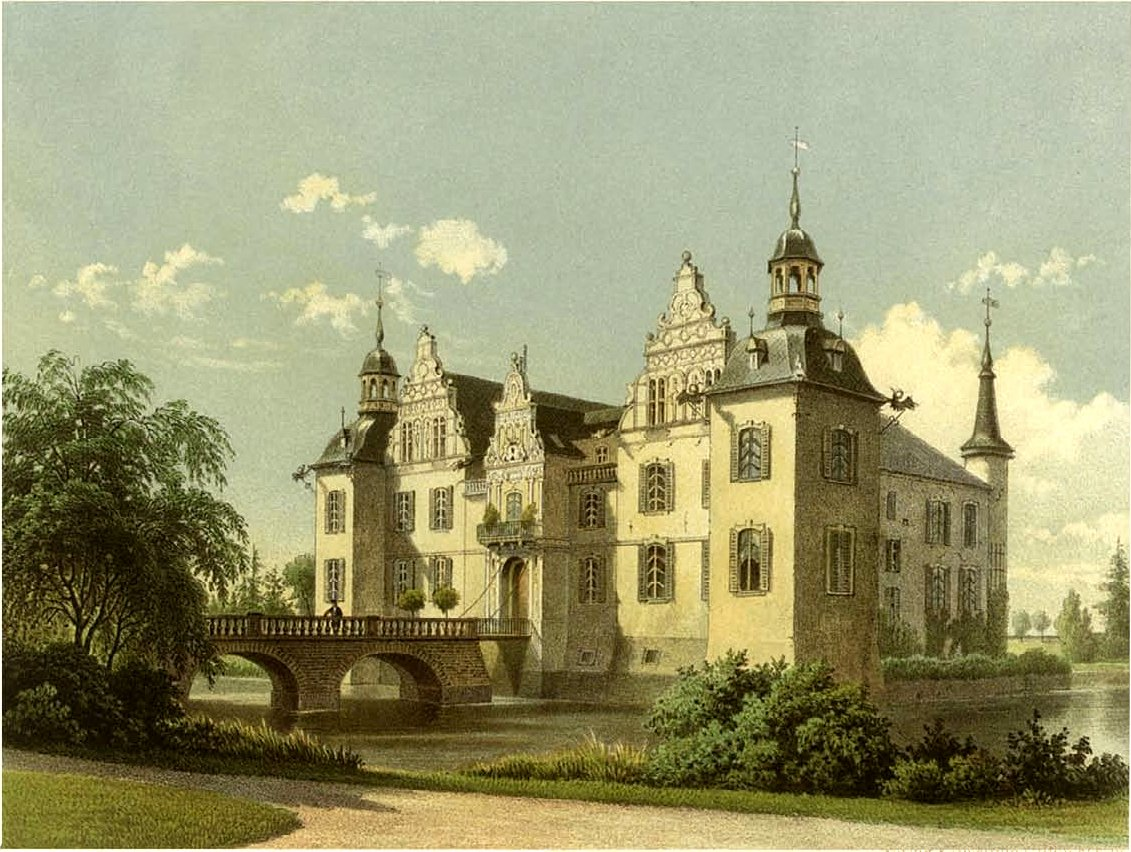
Schloss Frens, einer der Hauptwohnsitze des Grafen

Aus dem Besitz der Familie – größtenteils von seinem Vater – erbte Otto verschiedener Güter und Rittergüter:
- Schloss Frens bei Bergheim-Quadrath[5]
- Schloss Schmidtheim in Schmidtheim
- Burg Blens bei Blens
- Burg Boisdorf bei Boisdorf
- Schloss Friesenrath bei Friesenrath
- Gut Schneppenheim bei Schneppenheim
- Gut Leuterath (Leuteratherhof) zwischen Schmidtheim und Esch bei Jünkerath

In Verbindung mit der Bewirtschaftung seiner Güter und Ländereien betätigte sich Graf Otto auch als Unternehmer und Investor, leitete verschiedene Betriebe in Forst- und Landwirtschaft, Bergbau und anderen Gewerbezweigen. Unter anderem gründete er 1899 ein Sägewerk in Schmidtheim und 1896 die nach ihm benannte Beisselsgrube, eine Braunkohlengrube mit angeschlossener Brikettfabrik bei Horrem, nahe seiner Burg Boisdorf.
Aufgrund seines Standes war der Graf Mitglied des Preußischen Herrenhauses. Neben seiner Tätigkeit als Ständevertreter war Otto auch als gewählter Politiker sehr aktiv: Von 1884 bis 1889 war er für eine Wahlperiode Landrat und Polizeipräsident des Kreises Koblenz. Anschließend war er für fast dreißig Jahre, von 1891 bis 1919, Landrat des Kreises Bergheim (Erft) – ein Amt, das zuvor bereits sein Großvater Franz Ludwig innegehabt hatte. Als Bergheimer Landrat war Otto auch Mitglied des Provinziallandtages der Rheinprovinz, wo er bis zum Vorsitz des Provinzialausschusses aufstieg.
In seiner Funktion als Landrat und Unternehmer trieb Graf Otto die Industrialisierung des im Vergleich zum Ruhrgebiet noch strukturschwachen Rheinlandes voran. Hierfür förderte er den Ausbau der notwendigen Infrastruktur, insbesondere der Eisenbahn. So trug seine Initiative gemeinsam mit Adolf Silverberg maßgeblich zum Bau der Bahnstrecke Bergheim – Horrem bei, die für den Ausbau der Rheinischen Braunkohleindustrie – darunter auch seiner eigenen Beisselsgrube – notwendig war. Diese Strecke bildete den Grundstock für die spätere Bergheimer Kreisbahn und ist heute Teil der Nord-Süd-Bahn.
Zur Erholung ging Graf Beissel zur Jagd. Er war zeitweise Vorsitzender des Jagdschutzvereins des Kreises Bergheim.
Graf Otto Beissel von Gymnich starb 1931, einen Tag nach seinem Geburtstag, im Alter von 80 Jahren auf Schloss Frenz.
Zur Erinnerung an den Grafen Beissel bzw. die von ihm gegründete Beisselsgrube gibt es heute in Kerpen und in Bergheim jeweils eine Beisselstraße (Der Beisselweg in Köln ist nicht nach Otto Graf Beissel, sondern nach Heribert Beissel benannt).